# Francesca Romana Russo
Francesca Romana Russo (Tarquinia, 13 novembre 1996) è una cestista italiana.
Guardia di 176 cm, ha giocato in Serie A1 con Battipaglia, Palermo, Lucca e San Martino di Lupari. È stata nel giro delle Nazionali giovanili e della Nazionale 3×3.